# Agnes von Essex
Agnes of Essex (verheiratet Agnes de Vere, Countess of Oxford); (* 1151; † nach 1206) war eine englische Adlige.

## Herkunft, Verlobung und Heirat
Agnes of Essex war eine Tochter von Henry of Essex und von dessen ersten Ehefrau Cecily. Ihr Vater verlobte sie bereits als kleines Kind mit Geoffrey de Vere, einem jüngeren, aber bereits erwachsenen Bruder von Aubrey de Vere, 1. Earl of Oxford, so dass sie im Alter von drei Jahren in den Haushalt des Earls of Oxford kam. Als sie sechs Jahre alt war, übernahm Geoffrey selbst die Erziehung seiner Braut, doch Agnes weigerte sich, ihn zu heiraten. Der Konflikt wurde dadurch gelöst, dass Aubrey de Vere, der bislang noch keine Söhne hatte, Anfang 1163 in dritter Ehe die zwölfjährige Agnes heiratete. Als Mitgift erhielt Agnes von ihrem Vater Besitzungen mit fünf Knight’s fees im östlichen England.

## Streit um die Gültigkeit der Ehe
Kurz nach der Heirat wurde Agnes Vater des Verrats und der Feigheit bezichtigt. Er musste sich einem Gerichtskampf stellen, den er verlor. Damit galt er als überführter Verräter und wurde enteignet, der König erlaubte ihm nur, in ein Kloster einzutreten. Nach diesem Skandal versuchte Aubrey de Vere, seine Ehe mit der Tochter eines Verräters aufheben zu lassen. Bischof Gilbert Foliot von London sollte über die Aufhebung entscheiden, doch Agnes wehrte sich gegen die Aufhebung der Ehe und appellierte am 9. Mai 1166 an den Papst in Rom. Während dieser Zeit lebte Agnes von ihrem Mann verstoßen, der sie in einer seiner Burgen unter Arrest hielt. Bischof Gilbert rügte ihn deshalb scharf, weil er sie nicht standesgemäß als Ehefrau behandelte und ihr sogar den Besuch von Gottesdiensten untersagte. Diese Rüge nahm sich Aubrey de Vere wohl zu Herzen, denn um 1168 gebar Agnes ihr erstes Kind. 
Als Papst Alexander III. die Regeln für die Ehe nach dem kanonischen Recht erließ, nahm er die Ehe von Agnes und Aubrey de Vere als Beispiel. Aubrey de Vere behauptete, dass die Ehe mit Agnes ungültig sei, da sie zuvor mit seinem Bruder verlobt gewesen war. Agnes erwiderte darauf, dass sie als Kleinkind verlobt worden war und somit noch nicht ihren eigenen Willen äußern konnte. Kurz vor ihrem zwölften Geburtstag hatte sie sich schriftlich an ihren Vater gewandt und ihre Weigerung ausgedrückt, ihren Verlobten zu heiraten, was für die damalige Zeit sehr ungewöhnlich war. Der Papst akzeptierte dies als Auflösung der Verlobung und erkannte in der Folge 1171 oder 1172 ihre Ehe mit Aubrey de Vere als rechtmäßig an. 

## Weiteres Leben
Agnes hatte mit ihrem Mann mindestens vier Söhne und eine Tochter. Zusammen mit ihm stiftete sie um 1190 ein kleines Benediktinerinnenkloster bei Castle Hedingham nahe dem Hauptsitz ihres Mannes. Dazu tätigte sie mit ihrem Mann Schenkungen zugunsten von Earls Colne Priory in Essex und zugunsten des Johanniterordens, dem ein Bruder ihres Mannes angehörte. Ihr Mann starb im Dezember 1194. Als Wittum erhielt Agnes das Gut von Cockfield in Suffolk. 1198 bot Agnes dem König die Summe von 100 Mark, um das Recht zu erwerben, einen Mann ihrer Wahl zu heiraten. Sie zahlte diese Summe innerhalb eines Jahres, heiratete jedoch nicht erneut. Sie wurde neben ihrem Mann in Earls Colne Priory beigesetzt.

## Nachkommen
Agnes hatte mindestens fünf Kinder:
- Aubrey de Vere, 2. Earl of Oxford
- Roger de Vere
- Robert de Vere, 3. Earl of Oxford
- Henry
- Alice ⚭ (?) Geoffrey de Say